# 實存運動
實存運動（英語：Si̍t-chûn Movement）是台灣日治時期的一個重要哲學運動。指的是一九二〇年代知識份子為反抗殖民同化的論述，以歐美哲學與西方價值作為思想武器，進而發展成對台灣的社會反思與文化建構。它與當時的政治反日、文學運動緊密連結。代表人物有林茂生、洪耀勳、廖文奎、劉明電、陳紹馨、林秋梧、蘇薌雨、張深切、黃金穗、黃彰輝、楊杏庭、吳振坤等人。與台灣實存運動與日本京都學派、中國新儒家都是二十世紀初期重要的東亞哲學運動。這種思想反抗運動，最早由學者廖仁義在1988年所觀察提出。廖仁義指出：「台灣哲學一開始就不是一種囿於學院藩籬的觀念推演，而是源自於民間尋找反支配思想的需求。」 然而，以「實存運動」一詞指稱此運動則要到2014年後才開始普及。
「實存」（じつぞん）一詞是三〇年代哲學家常討論的概念，它源自九鬼周造對德國哲學「Existenz」的翻譯，本指形上學的存在概念。但後來也被挪用在自他辯證、主奴辯證倫理議題上，意涵多樣早異於原意。現多用以指稱不依附他者的獨立存在。為避免與「存在主義」（Existentialism）混淆，英文稱作 Si̍t-chûn Movement 。由於實存運動的反支配特徵與艾里斯·瑪麗恩·楊以反壓迫來定義「正義」的政治哲學主張相符，故有學者認為實存運動可視為是台灣在面臨各種帝國支配下，追求正義的過程。

## 理論
實存運動之所以稱之為運動，乃在於其反抗目標與行動策略的相似性。例如林茂生、陳紹馨、林秋梧等人均透過1921年成立的台灣文化協會，巡迴演講直接與民眾對話。林秋梧、楊杏庭也都參與抗日學潮。張深切與蘇薌雨甚至參加武裝反日。然而，與京都學派一樣，實存運動哲學家之間關心的議題並非完全一致，其共通點較像維根斯坦的家族相似性。

### 存在與真理
曾天從的《真理原理論》（1937）主要從現象學的角度考察了真理的本質。根據日本學者志野好伸的分析，曾天從首先批評了人類中心主義和相對主義的真理觀念，因為在這兩種觀點中，真理的價值因環境而異。其次，他區分了「形相」（Keisō）與「理念」（Rinen）兩種真理；前者只有形式，而後者則具內容，可用純粹的邏輯和存在理論來解釋。最後，他認為兩者可通過絕對無和絕對存有的概念進行整合。這三個觀點的前兩個是從胡塞爾的哲學發展而來的，後者是繼承自京都學派。曾天從的摯友洪耀勳在〈存在與真理〉(1937)也有類似觀點。然而，相較於曾天從對人類中心主義的厭惡，洪的主要作品都涉及現實世界中的人類存在。例如，洪耀勳的〈風土文化觀〉主要透過和辻哲郎和黑格爾的理論，並以辯證法來探討文化的形成，進而證成台灣文化的主體性。吳叡人認為，洪耀勳企圖完成屬於台灣人的《精神現象學》。

### 教育與民主
英國哲學家羅素（Bertrand Russell）和美國哲學家杜威（John Dewey）分別在1920與1921年間訪問亞洲，在中國與日本引起風潮。林茂生也出版了〈社會之進化及學校教育〉（1924）系列，從東方的角度分析了教育哲學。林認為，教育的目的是改善人類和文明，而進步在於實現兩個條件：改善精神和積累文化。前者涉及探索不僅限於物質生活的思想和知識，它將人類與野獸區分開來。後者涉及完善社會而不重複錯誤。但日本的同化教育政策則是相反的。該政策充斥著帝國的意識形態，文化偏見以及對歷史和戰爭的軍國主義固執。林茂生的哥倫比亞大學博士論文《日本統治下台灣的學校教育：其發展及有關文化之歷史分析與探討》（Public Education in Formosa under the Japanese Administration - A Historical and Analytical Study of the Development and the Cultural Problems）更進一步提出批評。他引用杜威對教育本質的看法，提出了四項教育原則以評估台灣的教育系統。林茂生認為日本總督間違的同化政策壓制了當地語言和歷史，導致文化歧視。與傳統史學家觀點相反，學者鄭喜恆（2016）認為，林茂生對日本殖民的批判是源自人類的普遍價值，是基於民主觀點出發，而非台灣民族主義的激情。

### 個人與共同體
廖文奎的《個人與共同體》（1933）主張「個人是社會的產物，但卻可能成為社會的指引」（1933）。廖認為人類行為是由自發因素（如衝動和慾望），調節因素（如家庭和社會）和適應性因素（良心，感知和反思）推動的。當社會強加的規範與良心的發生衝突時，應該遵循自己的良知。正如廖所說，良心與社會規範之間的鬥爭並非罕見。中研院學者蔡政宏（2016）認為，廖的說法可以被歸類為道德直覺主義，他認為存在非推理合理的道德信仰。同樣，陳紹馨對個人與社會的關係也很感興趣，尤期是蘇格蘭哲學家福格森（Adam Ferguson）和黑格爾對公民社會理論。其〈黑格爾市民社會論〉（1936）指出，黑格爾關於公民社會的概念介入家庭和國家之間，是各種經濟活動的中心。然而，由於每個社會成員的需求和慾望不同，衝突和不平等在公民社會中是不可避免的。雖然陳似乎同意黑格爾認為政治國家可能是解決衝突和不平等的觀點，但陳呼應洛克對絕對君主制的批評，暗示日本皇帝和軍國主義政權是不適當的。陳似乎和廖文奎一樣，也渴望一個獨立於日本帝國的民族國家。但這種期待從未實現，戰後蔣介石的極權統治下，陳紹馨放棄了對解決社會矛盾和不平等的哲學追求。自美國普林斯頓大學歸來後，致力於人口統計學。

## 與日本京都學派、中國新儒家派之比較
早期台灣哲學受日本哲學影響。例如在京都帝國大學求學的鄭發育、黃金穗分別是西田幾多郎、田邊元的學生。在田邊元指導下，黃金穗於京都哲學會的期刊《哲學研究》發表了〈日常性について―現象學的試論〉。1928年台北帝國大學成立後，文政學部哲學科的教授如霧台理作、世良壽男、淡野安太郎也清一色是日本第一代京都學派哲學家的學生。雖然早期台灣哲學深受京都學派影響，但不少實存運動哲學家也嘗試走出自己的路。例如日本當代京都學派的重要學者，也是京都大學教授的藤田正勝就認為：「洪耀勳的思想意義在於，並非只是單純地繼承田邊的「種」概念，也就是將它視為單純的理論媒介項，而是將它解釋為「現實的生活基礎」，並試圖建構一個奠基在台灣歷史及社會的特殊性之上的文化創造論。」。
與新儒家比較，學者黃崇修則認為林茂生以西方哲學研究王陽明思想的方法相當前衛，比1921年以後新儒家的熊十力、梁漱溟、馬一浮、張君勱、馮友蘭等人還要早。 林茂生的思想之所以有別日本、中國的台灣特色乃在於：一方面，林茂生對陽明學的詮釋與日本學者不同。雖然他接受明治學者井上哲次郎、蟹江義丸等人以西方哲學研究儒學的方法，但日本與中國的陽明學的傳統差異甚大。林茂生自幼接受漢學私塾教育，對於陽明學的理解也有別於日本江戶以來的傳統。但另一方面，林茂生也與當時中國的陽明學者不同，因為當時中國尚無以康德與笛卡爾等西方哲學的比較陽明良知概念者（例如梁啟超〈論私德〉全文雖提及「康德」三次，但僅一句提及兩者相似且亦無任何說明。相較之下，林茂生在文章開頭就明確定義康德的「觀念即現象」為何，並分別從內容與方法論比較兩者異同）。由於林茂生作為前清遺民、後為日本人民的屬於殖民地台灣的特殊經歷，則被學者認為具有台灣特色。
| 台灣實存運動 (1916) |

| 日本京都學派(1914) |

| 中國新儒家(1921) |

## 戰後發展
實存運動在1937年中日戰爭爆發後隨著皇民化運動加速而發展停滯。戰後各種社會文化改革倡議如雨後春筍，計有林茂生創辦《民報》、黃金穗創辦《新新》、廖文奎成立《前鋒》、洪耀勳與張深切等人在北京創辦《新台灣》。但二二八事變後，本土哲學發展全面停止。除戰爭期間郭明昆全家搭乘的船遭美軍潛艇擊沉罹難外，戰後倖存的15 位台灣學人中，計有一位遭殺害（林茂生）、一位因白色恐怖而發瘋（張冬芳）、六位遠走海外（廖文奎、吳振坤、楊杏庭、蔡愛智、林素琴、黃彰輝）。其餘留在台灣的亦不享有學術自由。例如1954年張深切的《孔子哲學研究》因批判儒家思想而被查禁，連帶使其手稿《老子哲學研究》也無法出版。學者廖仁義認為在戒嚴時期，「中國哲學以一種外來思潮暫時扮演台灣本土哲學的整體」。
解嚴後，廖仁義在1988年呼籲正視台灣哲學並批判：「一個尋找不到自己時空座標的學院哲學，亦恐怕很難確定該從什麼樣的基礎上繼續成長」。1996年台灣哲學學會創會宣言也指出其宗旨在「以民間力量，致力於對台灣哲學之學術探討，也將致力於推動台灣哲學多元的研究與教育」。2017年後中央研究院的「日治台灣哲學與實存運動」主題研究計畫更指出「除了為戰前以來的本土哲學傳統『繼絕學』，更要替當代困境尋找未來出路。近年來，實存運動的相關研究逐漸復興。